# Mauiulus aquilus
Mauiulus aquilus är en dagsländeart som beskrevs av Towns och Peters 1996. Mauiulus aquilus ingår i släktet Mauiulus och familjen starrdagsländor. Inga underarter finns listade i Catalogue of Life.